# Kurowie

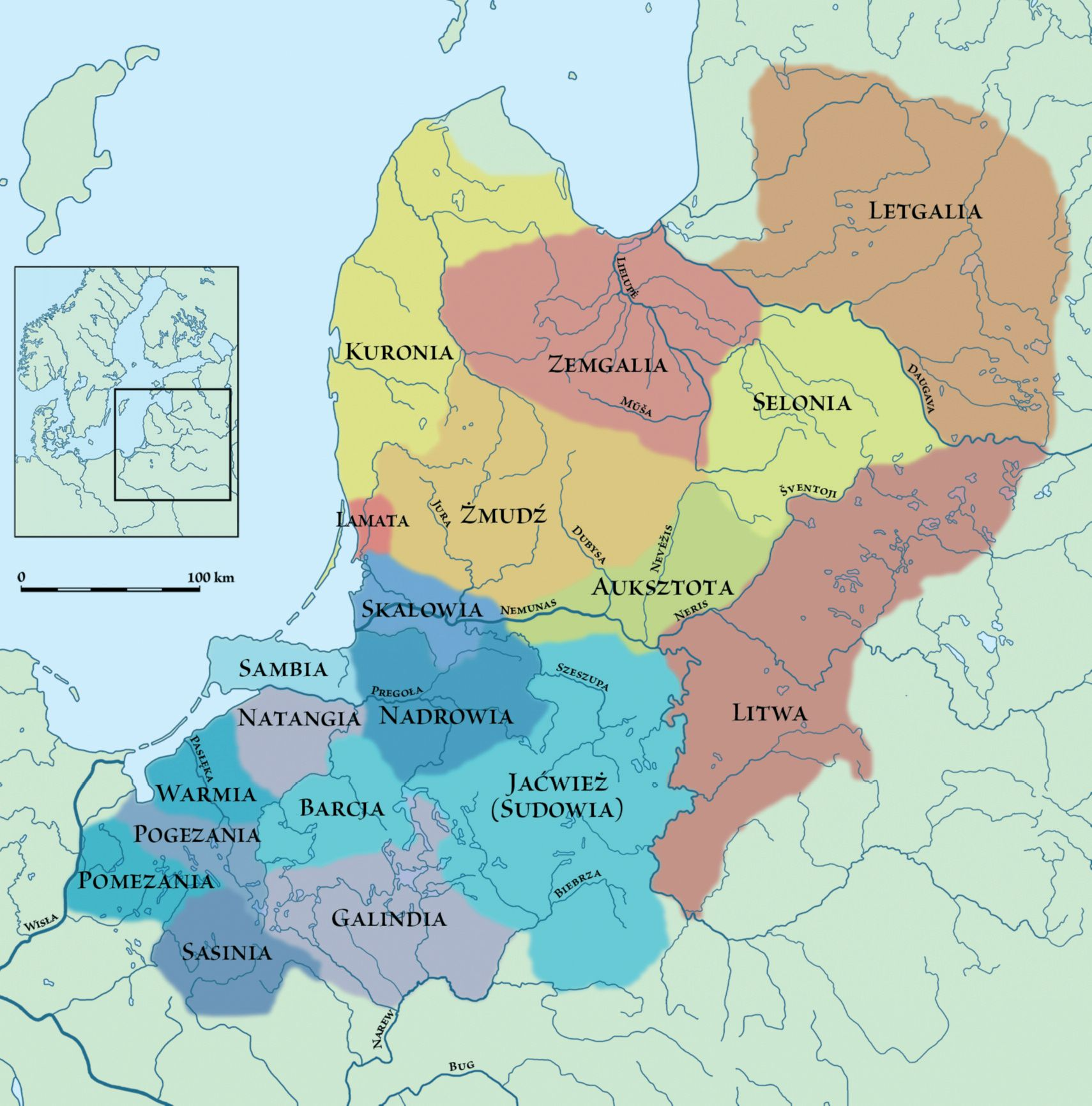
Plemiona bałtyjskie około 1200 roku

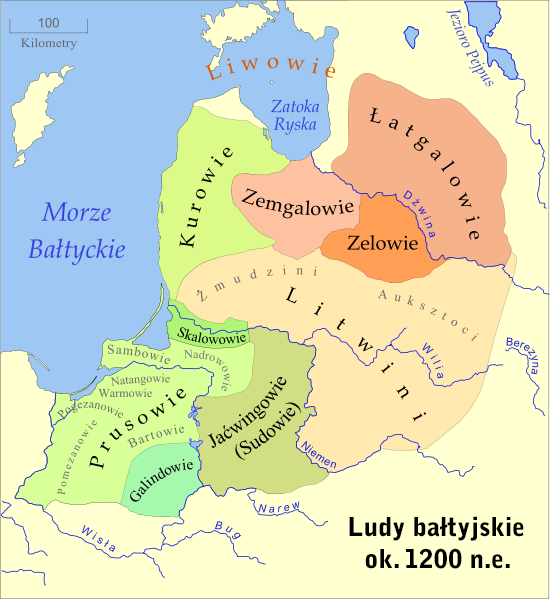
Terytorium Kurów ok. 1200, w kontekście sąsiednich plemion bałtyckich

Kurowie, także Kuronowie; Kurszowie (łot. kurši, lit. kuršiai) – lud należący do Bałtów. Od niego pochodzą nazwy Kurlandii (południowo-zachodnia część Łotwy) i Zalewu Kurońskiego, na terenach których mieszkali w średniowieczu. Pomiędzy VII i XII wiekiem toczyli walki z wikingami. Głównym zajęciem Kurów było: rybołówstwo, handel, gospodarka rolna. W XIII wieku zostali podbici przez zakon kawalerów mieczowych. Asymilując się z innymi plemionami starołotewskimi odegrali znaczącą rolę w etnogenezie narodowości łotewskiej.